# Парламентські вибори у Греції (2019)

Карта виборчих округів, що показує найбільшу партію за часткою голосів.Синій — Нова Демократія була найбільшою, червоний — СІРІЗА.
Темніші відтінки вказують на більшу частку голосів.

Дострокові парламентські вибори в Греції відбулись 7 липня 2019 року.
В результаті переконливу перемогу здобула опозиційна правоцентристська партія Нова демократія під керівництвом Кіріакоса Міцотакіса, яка здобула абсолютну більшість місць парламенту і сформувала уряд. 8 липня 2019 року Кіріакос Міцотакіс став прем'єр-міністром країни.

## Результати
|                                                                  |                                                     |           |       |       |      |  |
| Партія                                                           | Партія                                              | Голоси    | %     | Місця | +/-  |  |
|                                                                  | Нова демократія                                     | 2 251 411 | 39,85 | 158   | ▲ 83 |  |
|                                                                  | СІРІЗА                                              | 1 781 174 | 31,53 | 86    | ▼ 59 |  |
|                                                                  | Рух змін                                            | 457 519   | 8,10  | 22    | нова |  |
|                                                                  | Комуністична партія                                 | 299 592   | 5,30  | 15    | ▬ 0  |  |
|                                                                  | Грецьке рішення                                     | 208 805   | 3,70  | 10    | нова |  |
|                                                                  | МЕРА25                                              | 194 232   | 3,44  | 9     | нова |  |
|                                                                  |                                                     |           |       |       |      |  |
|                                                                  | Золотий світанок                                    | 165 709   | 2,93  | 0     | ▼ 18 |  |
|                                                                  | Хід свободи                                         | 82 672    | 1,46  | 0     | нова |  |
|                                                                  | Союз центристів                                     | 70 161    | 1,24  | 0     | ▼ 9  |  |
|                                                                  | Відтворити Грецію                                   | 41 646    | 0,74  | 0     | ▬ 0  |  |
|                                                                  | Об'єднаний народний фронт                           | 28 269    | 0,50  | 0     | ▬ 0  |  |
|                                                                  | АНТАРСІЯ                                            | 23 191    | 0,41  | 0     | ▬ 0  |  |
|                                                                  | Народна єдність                                     | 15 930    | 0,28  | 0     | ▬ 0  |  |
|                                                                  | Ellinon Synelefsis                                  | 14 173    | 0,25  | 0     | ▬ 0  |  |
|                                                                  | Комуністична партія Греції (марксистсько-ленінська) | 7 778     | 0,14  | 0     | ▬ 0  |  |
|                                                                  | Марксистсько-ленінська комуністична партія Греції   | 2 791     | 0,05  | 0     | ▬ 0  |  |
|                                                                  | Революційна партія робітників                       | 1 993     | 0,04  | 0     | ▬ 0  |  |
|                                                                  | Організація комуністів-інтернаціоналістів Греції    | 1 675     | 0,03  | 0     | ▬ 0  |  |
|                                                                  | Syn…Fonia Politikon Kommaton                        | 96        | 0,00  | 0     | ▬ 0  |  |
|                                                                  | Незалежні                                           | 472       | 0,01  | 0     | ▬ 0  |  |
| Недійсні/порожні бюлетені                                        | Недійсні/порожні бюлетені                           | 120 171   | -     | -     | -    |  |
| Всього                                                           | Всього                                              | 5 769 503 | 100   | 300   | 0    |  |
| Явка                                                             | Явка                                                | 9 961 718 | 57,92 | -     | -    |  |
| Джерело: МВС Греції [Архівовано 7 липня 2019 у Wayback Machine.] |                                                     |           |       |       |      |  |